# Cihelná (Praha)
Cihelná ulice na Malé Straně v Praze tvoří oblouk, který začíná a končí na ulici U lužického semináře. Jelikož se zde nalézala kvalitní hlína, vznikla tu na konci 18. století Hergetova cihelna. V objektu dnes sídlí muzeum Franze Kafky a Pražský kabinet šperků. Oproti cihelně na čísle 3 je restaurace Malostranská pivnice, která v roce 2009 získala 1. místo v anketě Pub Guide.
Park Cihelná je jméno přilehlého parku u Vltavy, mezi Hergetovou cihelnou a Mánesovým mostem.

## Historie a názvy
V prostoru ulice se od středověku těžila hlína na výrobu cihel a střešních tašek. V roce 1781 tu založil cihelnu český inženýr, matematik a podnikatel Franz Anton Leonard Herget (1741–1800). Názvy ulice se měnily:
- původní název – "Rasův vršek" podle zdejší rasovny
- od roku 1780 – "U cihelny"[5]
- od roku 1870 – "Cihelní"

## Budovy, firmy a instituce
- Hergetův palác – Cihelná 2[6]
- Hergetova cihelna – Cihelná 2a[7] - Muzeum Franze Kafky
- restaurace Malostranská pivnice – Cihelná 3[8]